# Marcia Fudge
Pour les articles homonymes, voir Fudge.
Marcia Fudge, née le 29 octobre 1952 à Cleveland (Ohio), est une femme politique américaine, membre du Parti démocrate et représentante de l'Ohio au Congrès des États-Unis de 2008 à 2021. Elle est auparavant maire de Warrensville Heights de 2000 à 2008.
De 2021 à 2024, elle est secrétaire au Logement et au Développement urbain sous la présidence de Joe Biden.

## Biographie

### Études
Diplômée d'un baccalauréat universitaire en sciences de l'université d'État de l'Ohio en 1975 et d'un Juris Doctor de l'université d'État de Cleveland en 1983, Marcia Fudge travaille après ses études pour le bureau du procureur du comté de Cuyahoga.

### Engagement politique

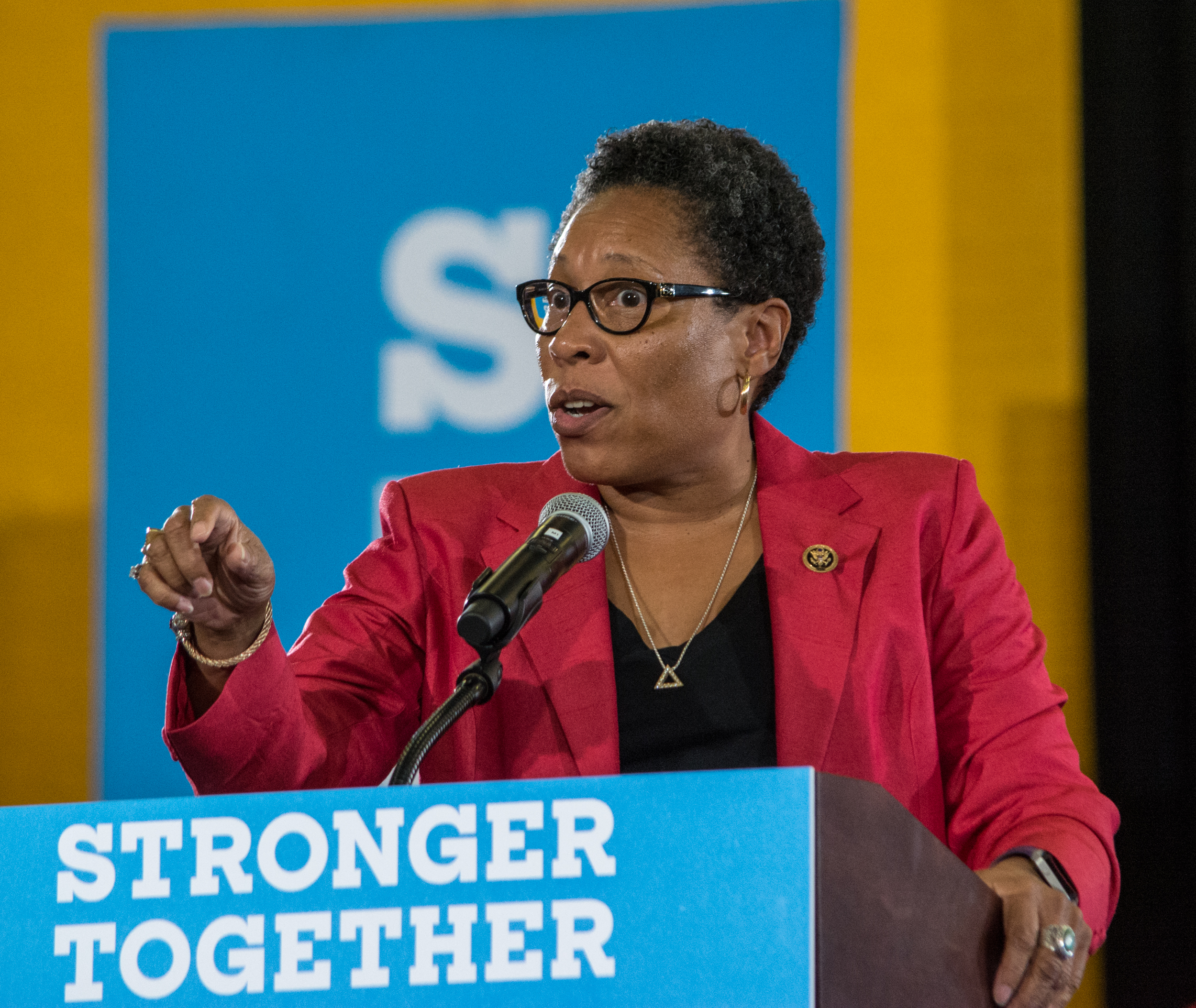
Fudge en campagne à Akron pour Hillary Clinton, en vue de l'élection présidentielle de 2016.

Maire de Warrensville Heights de 2000 à 2008, elle entre cette année à la Chambre des représentants des États-Unis pour le 11e district de l'Ohio, couvrant la plupart de Cleveland et d'Akron. Élue avec plus de 97 % des voix lors d'une élection spéciale survenant à la suite du décès de Stephanie Tubbs Jones, elle remporte la primaire du Parti démocrate et ne fait face à aucun candidat nommé par le Parti républicain. L'élection spéciale prend place le 18 novembre, soit quatorze jours après son élection pour un mandat complet de deux ans. Elle est donc paradoxalement élue pour un mandat complet avant d'être choisie pour la période du mandat de Tubbs Jones jusqu'au 3 janvier 2009, lorsque son mandat de plein titre commence.
Constamment réélue avec plus de 79 % des suffrages — sans opposition du Parti républicain lors des élections de 2012 — et présidant le Caucus noir du Congrès (CBC) lors de la 113e législature (2013-2015), son nom circule aux côtés de ceux d'Amy Klobuchar, Kamala Harris, Elizabeth Warren, Tammy Duckworth et Tulsi Gabbard pour être colistière de Joe Biden pour l'élection présidentielle de 2020, ce dernier annonçant lors d'un débat avec Bernie Sanders qu'il choisirait une femme pour la vice-présidence en cas de nomination. C'est finalement Kamala Harris qui est désignée.

### Secrétaire au Logement et au Développement urbain
En décembre 2020, le président élu Joe Biden annonce sa nomination au poste de secrétaire au Logement et au Développement urbain des États-Unis dans sa future administration. Cette décision suscite une polémique, Marcia Fudge ayant demandé en 2015 une peine légère pour un ami, Lance Mason, après qu'il a battu sa femme — trois ans plus tard, il est de nouveau arrêté, pour son meurtre.
Le 10 mars 2021, sa nomination est confirmée par le Sénat par 66 voix pour et 34 contre. Elle est la troisième femme à occuper cette fonction et la deuxième Afro-Américaine. 
Le 11 mars 2024, elle annonce sa démission et son retrait de la vie publique pour le 22 mars.